# Bob Lutz
Robert "Bob" Lutz (født 29. august 1947 i San Clemente, Californien, USA) er en tennisspiller fra USA. Han var blandt verdens bedste tennisspillere i 1970'erne, specielt i herredouble, og vandt i løbet af sin karriere fem grand slam-titler i herredouble, heraf fire US Open-titler. Alle fem titler blev vundet med Stan Smith som makker. Hans bedste grand slam-resultat i single var en semifinaleplads ved Australian Open 1971. Han var endvidere en del af det amerikanske hold, der vandt Davis Cup i 1968, 1969, 1970, 1978 og 1979.
Lutz vandt i løbet af sin karriere 11 ATP-turneringer i single, heraf US Pro Tennis Championships 1972 og Paris Masters 1978 som de største titler. I double vandt han 43 titler, heraf 37 med sin faste makker Stan Smith.
Hans bedste placering på ATP's verdensrangliste i double opnåede han den 30. april 1977 med en sjetteplads.